# Joe Satriani
Joseph Satriani (* 15. července 1956, New York), je americký kytarový virtuóz.
Je jedním z nejznámějších rockových kytaristů začátku 21. století. Je známý svou virtuózní technikou hry, osobitým projevem a zvukem.
Na kytaru začal hrát jako čtrnáctiletý, inspirovaný hudbou Jimiho Hendrixe.
Od roku 1978 učil hru na kytaru. Jeho žáky byli mj.: Steve Vai, David Bryson (Counting Crows), Kirk Hammett (Metallica), Larry LaLonde (Primus), Charlie Hunter a mnoho dalších. V následujících letech hrál s vynikajícími jazzovými hudebníky, což do značné míry ovlivnilo jeho styl hraní. Hrál s Lennie Tristanem, Billym Bauerem a jinými.
V 80. letech koncertoval s Mickem Jaggerem a zároveň nahrával s různými skupinami. V 90. letech na několik měsíců zastoupil na koncertech kytaristu Deep Purple – Ritchieho Blackmorea.
První sólové album „Not Of This Earth“ vydal v roce 1986. Za několik následujících – „Surfing with the Alien“, „Dreaming No. 11“, „Flying In A Blue Dream“, „The Extremist“, „Super Colossal“ – byl nominován na cenu Grammy.
V roce 1996 založil Satriani projekt G3. Kromě něj v něm účinkovali Steve Vai, Brian May, Guthrie Govan, Adrian Legg, Eric Johnson, Yngwie Malmsteen, John Petrucci, Kenny Wayne Shepherd, Paul Gilbert a Robert Fripp. Skupina se stala populárnější velmi vydařenými koncertními turné v USA, Evropě a Japonsku.
Satrianiho styl hraní je charakteristický dokonalým ovládáním všech hracích technik.
Výborně ovládá tremolo, a co je nejdůležitější, na rozdíl od mnoha jiných virtuózů se neomezuje na technické předvedení, ale tvoří pěkné, vystavené, důmyslné skladby plné emocí.
Satriani je jedním z nejlepších novátorských a inspirativních kytaristů současnosti, čehož důkazem je velký počet muzikantů, kteří přiznávají, že je jeho tvorba fascinuje.
Joe Satriani hraje na kytarách značky Ibanez ze série JS a používá zesilovače Peavey JSX. Obě značky produkují s jeho signaturou sérii výrobků.
V rámci svého evropského turné k nové desce "Professor Satchafunkilus and the Musterion of Rock" vystoupil Joe Satriani také 3. června 2008 v Česku v pražské T-Mobile aréně.

## Diskografie

### Studiová alba
- Not Of This Earth (1986)
- Surfing With The Alien (1987)

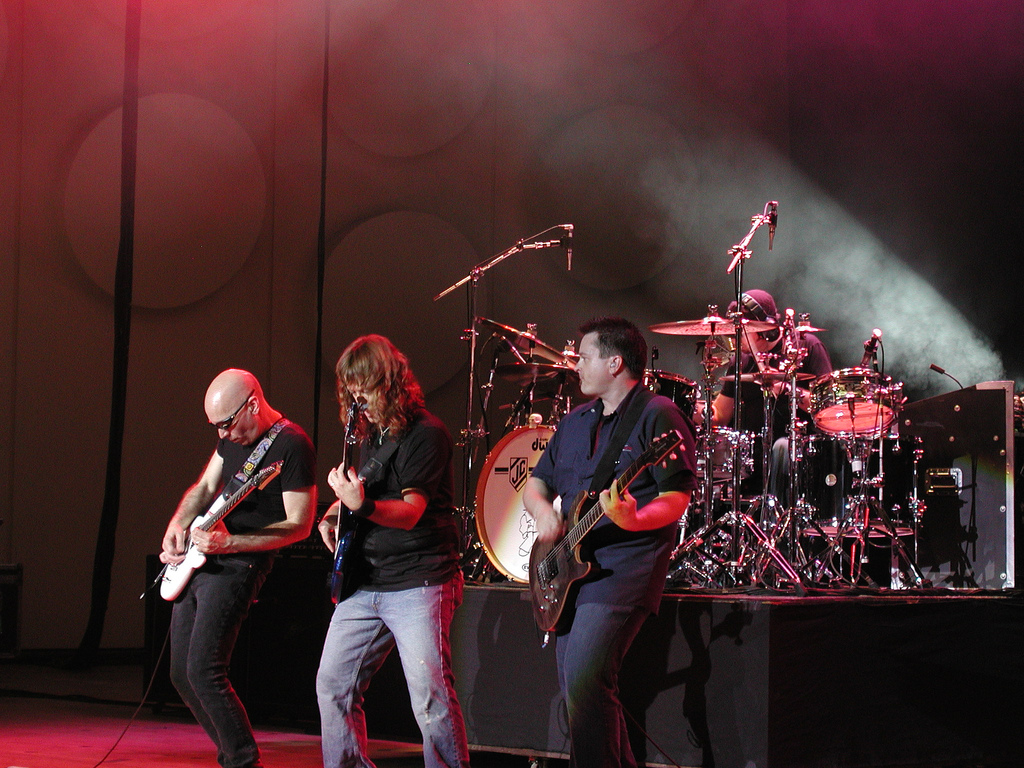
Satriani se skupinou

  - Surfing With The Alien (2007) – Speciální vydání k dvacátému výročí tohoto alba.
- Dreaming #11 (1988)
- Flying In A Blue Dream (1989)
- The Extremist (1992)
- The Beautiful Guitar (1993)
  - Evropské vydání.
- Time Machine (1993) – Toto album vyšlo v roce 1993 a nahráli ho Joe Satriani (kytara, basa, klávesy a zpěv), Tom Coster (?), Stuart Hamm (basa), Matt Bissonette (basa), Doug Wimbish (basa), Jeff Campitelli (bicí a perkuse), Gregg Bissonette (bicí), Jonathan Mover (bicí a perkuse) a Simon Phillips (bicí). Time Machine je dvojalbum – první CD obsahuje nové skladby, starší (dosud nevydané) nahrávky a raritní skladby (např. z roku 1985) a druhé CD obsahuje živé nahrávky z koncertů z let 1988 až 1992. Skladba Speed of Light se také objevila na soundtracku filmu Super Mario Bros.. První CD obsahuje skladby Time Machine, The Mighty Turtle Head, All Alone, Banana Mango II, Thinking of You, Crazy, Speed of Light, Baroque, Dweller on the Threshold, Banana Mango, Dreaming, I am Become Death, Saying Goodbye a Woodstock Jam. Druhé CD obsahuje skladby Satch Boogie, Summer Song, Flying In A Blue Dream, Cryin', The Crush Of Love, Tears In The Rain, Always With Me Always With You, Big Bad Moon, Surfing With The Alien, Rubina, Circles, Drum Solo, Lords Of Karma a Echo.
- Joe Satriani (1995) - Toto album vyšlo v roce 1995 a nahráli ho Joe Satriani (kytara, basa, harmonika a zpěv), Andy Fairweather-Low (kytara), Nathan East (basa), Matt Bissonette (basa), Manu Katche (bicí), Ethan Johns (bicí), Jeff Campitelli (bicí), Greg Bissonette (perkuse) a Eric Valentine (klávesy). Celá nahrávka je silně ovlivněna blues (např. skladba S.M.F, která je založena na bluesové improvizaci). Úvodní skladba Cool #9 je jednou z nejznámějších Satrianiho melodií. CD obsahuje skladby Cool #9, If, Down, Down, Down, Luminous Flesh Giants, S.M.F, Look My Way, Home, Morrocan Sunset, Killer Bee Bop, Slow Down Blues,  (You're) My World a Sittin' 'Round.
- Crystal Planet (1998) - Toto album vyšlo v roce 1998 a nahráli ho Joe Satriani (kytara, basa, klávesy a harmonika), Stuart Hamm (basa), Jeff Campitelli (bicí a perkuse), Eric Caudieux (klávesy), Eric Valentine (basa, klávesy, bicí a perkuse), Rhoades Howe (perkuse) a Elk Thunder (perkuse). Spoluautorem skladeb A Train of Angels, A Piece of Liquid a Psycho Monkey je Z.Z.Satriani. CD obsahuje skladby Up in The Sky, House Full of Bullets, Crystal Planet, Love Thing, Trundrumbalind, Lights of Heaven, Raspberry Jam Delta-V, Ceremony, With Jupiter in Mind, Secret Prayer, A Train of Angels, A Piece of Liquid, Psycho Monkey, Time a Z.Z.'s Song.
- Engines of Creation (2000) - Toto album vyšlo 14. března 2000 a nahráli ho Joe Satriani (kytara a klávesy) a Eric Caudieux (basa a klávesy). CD obsahuje skladby Devil's Slide, Flavor Crystal 7, Borg Sex, Until We Say Goodbye, Attack, Champagne, Clouds Race Across' The Sky, The Power Cosmic 2000-Part I, The Power Cosmic 2000-Part II, Slow and Easy a Engines of Creation.
  - Additional Creations (2000) – Bonusové CD, které se neprodávalo samostatně, ale bylo přiloženo k limitované edici alba Engines of Creation. Obsahuje 3 remixy skladeb, které se na tomto albu objevily a jednu zcela novou. CD obsahuje skladby Borg Sex (Radio Mix), Turkey Man, Flavor Crystal 7 (Radio Mix) a Until We Say Goodbye (Techno Mix).
- Strange Beautiful Music (2002) - Toto album vyšlo 25. června roku 2002 a nahráli ho Joe Satriani (kytara, banjo, basa a klávesy), Matt Bissonette (basa), Jeff Campitelli (bicí), Eric Caudieux (klávesy) a John Cuniberti (perkuse). CD obsahuje skladby Oriental Melody, Belly Dancer, Starry Night, Chords of Life, Mind Storm, Sleep Walk, New Last Jam, Mountain Song, What Breaks A Heart, Seven String, Hill Groove, The Journey, The Traveler, You Saved My Life, The Eight Steps (pouze na japonském vydání) a Slick.
- Is There Love In Space? (2004) - Toto album vyšlo 13. dubna roku 2004 a nahráli ho Joe Satriani (kytara, klávesy, harmonika a zpěv), Matt Bissonette (basa), Jeff Campitelli (bicí a perkuse), John Cuniberti (tamburína), Z.Z. Satriani (basa ve skladbě Bamboo), Mike Manning a jeho Harley Davidson v intru skladby I Like The Rain. Na albu se objevují dvě zpívané skladby (Lifestyle a I Like The Rain). CD obsahuje skladby GNAAHH, Up In Flames, Hands In The Air, Lifestyle, Is There Love In Space, If I Could Fly, The Souls Of Distortion, Just Look Up, I Like The Rain, Searching, Bamboo, Tumble (bonusová skladba iTunes) a Dog With Crown & Earring (pouze na japonském vydání).
- Super Colossal (2006) - Toto album vyšlo 14. března roku 2006 a nahráli ho Joe Satriani (kytara, basa a klávesy), Jeff Campitelli (bicí a perkuse (kromě skladeb číslo 6, 7, 8 a 9)), Simon Phillips (bicí (pouze skladby číslo 6, 7, 8 a 9)) a Eric Caudieux. CD obsahuje skladby Super Colossal, Just Like Lightnin', It's So Good, Redshift Riders, Ten Words, A Cool New Way, One Robot's Dream, The Meaning of Love, Made of Tears, Theme for a Strange World, Movin' On, A Love Eternal a Crowd Chant.
- Professor Satchafunkilus and the Musterion of Rock (2008) – Toto album vyšlo 1. dubna roku 2008 a nahráli ho Joe Satriani (kytara, basa a klávesy), Matt Bissonette (basa), Jeff Campitelli (bicí a perkuse), John Cuniberti (perkuse) a ve skladbě Professor Satchafunkilus se objevuje i tenor saxofon v podání Z.Z. Satrianiho. Joe Satriani využívá, tak jako na předchozích albech, nejrůznějších modů a stupnic (např. ve skladbě Musterion používá maďarskou stupnici), efektních kytarových technik, které jsou pro tohoto kytaristu typické a v poslední skladbě Andalusia, která je inspirována Španělskem, jeho architekturou, barvami a atmosférou, nalezneme intro hrané na akustickou kytaru, což není v hudbě tohoto instrumentalisty obvyklé. CD obsahuje skladby Musterion, Overdriver, I Just Wanna Rock, Professor Satchafunkilus, Revelation, Come On Baby, Out Of The Sunrise, Diddle-y-a-Doo-Dat, Asik Veysel, Andalusia a Ghost (bonusová skladba iTunes).
- Professor Satchafunkilus & The Musterion Of Rock (2008)
- Black Swans and Wormhole Wizards (2010) – Tato deska vyšla 4., potažmo 5. října 2010. Bylo nahráno ve složení Joe Satriani, Allen Whitman, Mike Keneally a Jeff Campitelli. Obsahuje celkem 11 skladeb, přičemž dodatečně byly vydány 2 bonusové. Album obsahuje skladby Premonition, Dream Song, Pyrrhic Victoria, pilotní singl Light Years Away, Solitude, Littleworth Lane, The Golden Room, Two Sides To Every Story, Wormhole Wizards, Wind in The Trees, God is Crying a bonusové Heartbeats a Longing.
- Unstoppable Momentum (2013)
- Shockwave Supernova (2015)
- What Happens Next (2018)
- Shapeshifting (2020)
- The Elephants of Mars (2022)

### DVD

#### sólová
- Time Machine (1993)
- Live in San Francisco (2001)
- Satriani LIVE! (2006)
- Live In Paris: I Just Wanna Rock (2010)

#### G3
- G3 Live In Concert (1996)
- G3 Live From Denver (2003)
- G3 Rockin' In The Free World (2004)
- G3 Live In Tokyo (2005 )
- G3 Live In Moscow (2012 )